# Changzuihu Chayi

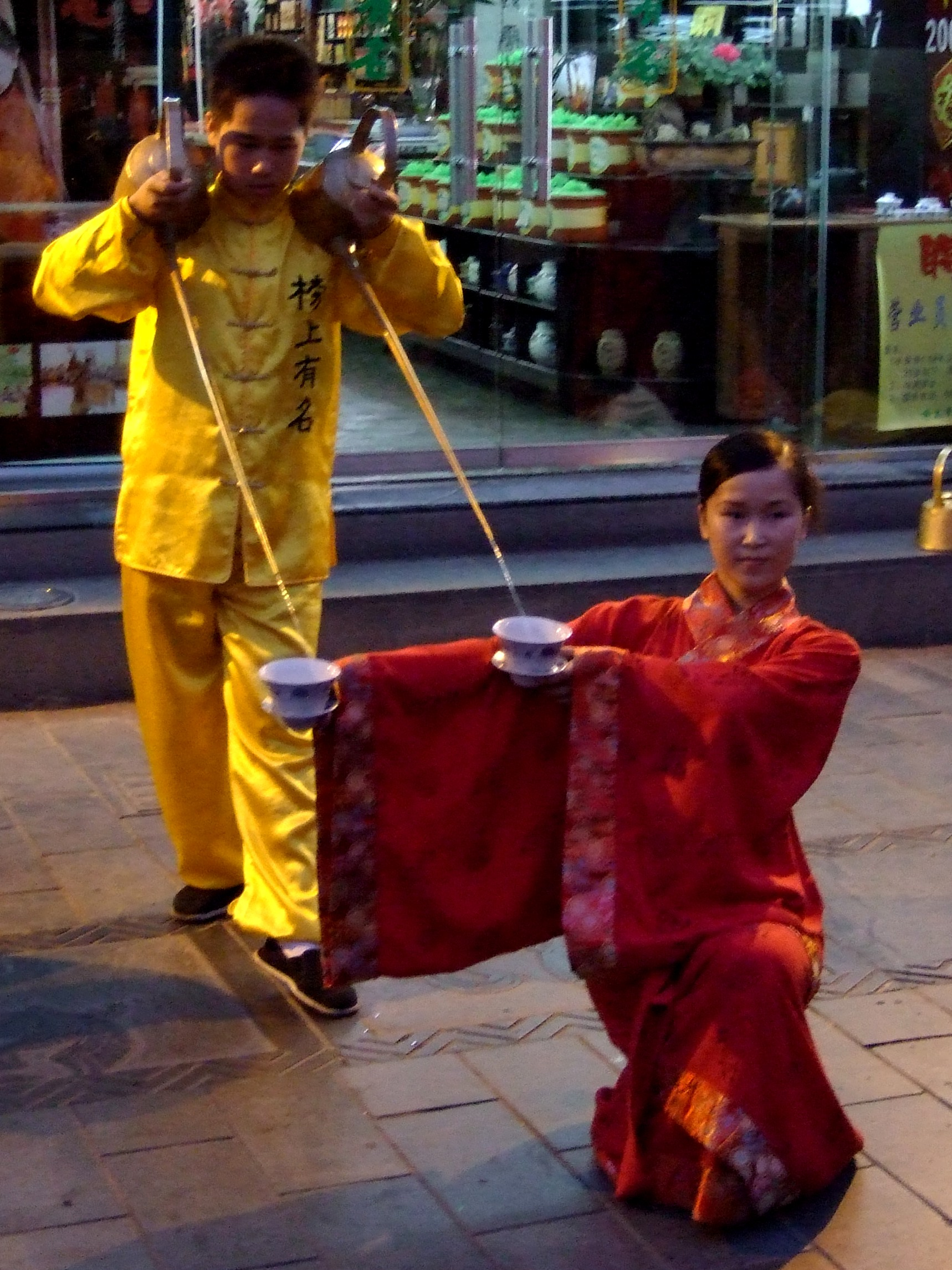
Aus zwei Kannen mit langem Röhrenausguss wird gleichzeitig Teewasser eingeschenkt, hier in Chengdu.

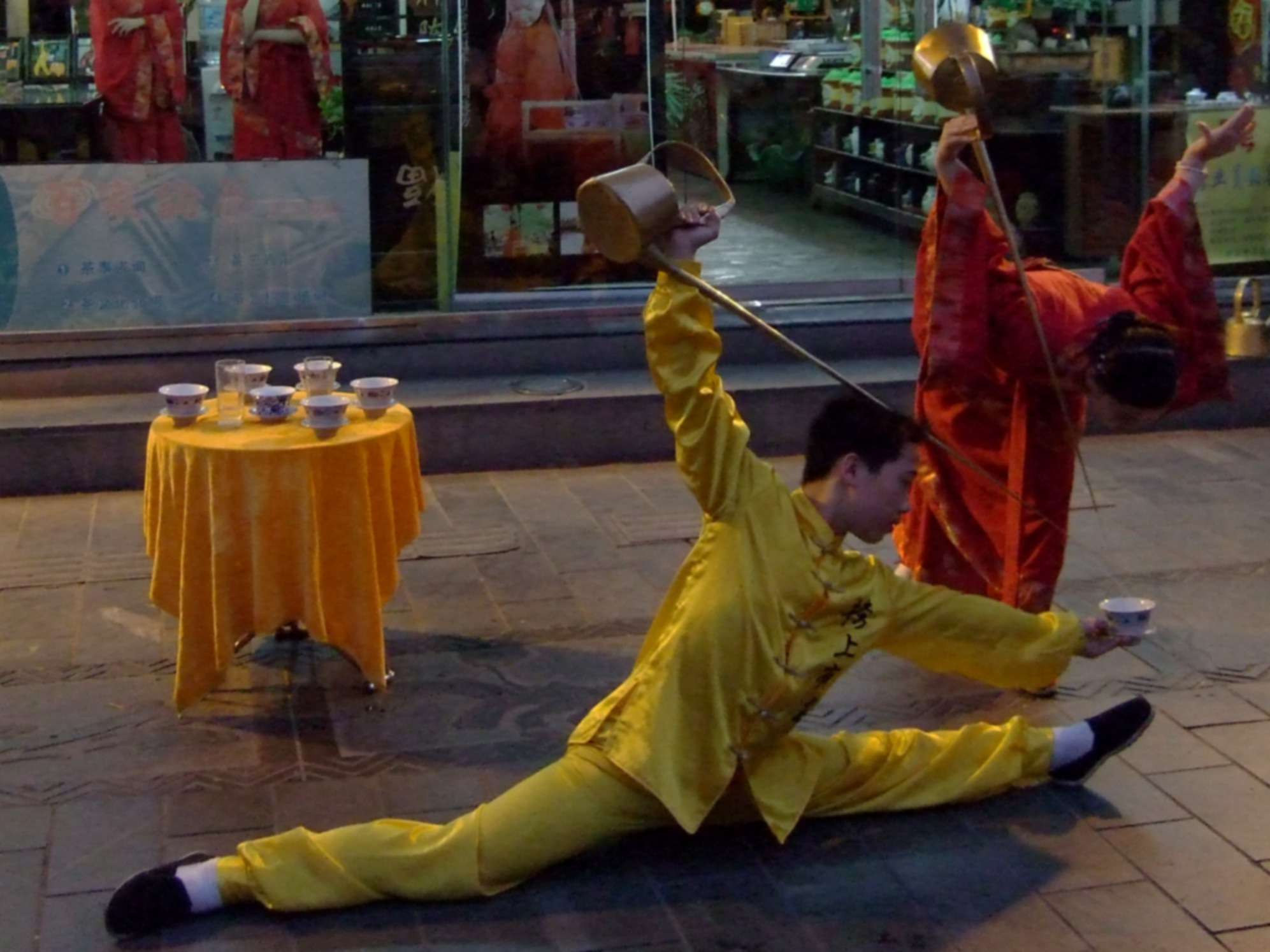
Akrobatisches Einschenken

Changzuihu Chayi (chinesisch 長嘴壺茶藝 / 长嘴壶茶艺, Pinyin chángzuǐhú cháyì – „Kunst des Teewasser-Einschenkens aus einer Kanne mit langem Röhrenausguss“) ist eine überwiegend von eigens darauf spezialisiertem Personal in chinesischen Teehäusern – insbesondere in der südwestchinesischen Provinz Sichuan – praktizierte Kunst. Es finden auch professionelle Akrobatik-Wettbewerbe in einer Disziplin dieses Namens statt.

## Beschreibung
Aus einer bronzenen Kanne, die einer mit einem Deckel versehenen Gießkanne ähnelt und einen Röhrenausguss bis über 1,5 m Länge hat, wird beim Changzuihu Chayi auf teilweise akrobatische Weise Teewasser in Trinkgefäße eingegossen. Die Entfernung beträgt dabei bis zu über einen Meter. Das Einschenken erfolgt dabei aus vielen Positionen, z. B. von hinten (auch diagonal) über die Schulter, über den Kopf usw. 
Die Kunst dabei ist, dass der Wasserstrahl am Anfang des Gießvorgangs bereits schnell genug ist und am Ende geschickt durch rasches Absenken der Kanne unterbrochen wird, damit keine Flüssigkeit daneben geht. Als Meister in dieser Disziplin wurden in Hangzhou die Brüder Liao Dasong (廖大松) und Liao Xiaosong (廖小松) aus Chengdu ermittelt, die achtzehn verschiedene Arten des Einschenkens beherrschen.
Im Werbesong für den 100-Tage-Countdown der Olympischen Sommerspiele 2008 (Beijing huanying ni) ist eine Person zu sehen, die Teewasser aus einer solchen Kanne von hinten über die Schulter in eine Tasse mit Acht-Schätze-Tee eingießt, wie er beispielsweise in Peking zum Gericht Pekingente getrunken wird.

## Videos
- L'art de servir le thé en Chine - Changzuihu chayi – YouTube
- Tea-Pouring Shifu Performs in Chengdu Teahouse - Changzuihu chayi biaoyan – YouTube